# Drăguțești
Drăguțești est une commune roumaine située dans le județ de Gorj.